# غميندا
غميندا (تُلفظ بالألمانية: [ɡəˈmaɪndə]; جمعاً: غميندات) في ألمانيا والنمسا وسويسرا هي أصغر قسم إداري في الحكومة المحلية وله صفة مؤسسية وقوى للحكم الذاتي. وهي كلمة ألمانية تعني بلدية أو المجتمع. الغميندا الذي يظهر جوانب معينة من الحياة الحضرية يمكن أن يُعطي من قبل حكومة الولاية تسمية ستادت (مدينة).